# Caos calmo
Caos calmo (internationaal ook uitgebracht als Quiet Chaos) is een Italiaanse dramafilm uit 2008 onder regie van Antonello Grimaldi. Hij baseerde het verhaal op dat uit een boek van Sandro Veronesi. De film werd genomineerd voor onder meer de Gouden Beer van het Filmfestival van Berlijn en achttien Premi David di Donatello. Laatstgenoemde prijs won Caos calmo daadwerkelijk in de categorieën beste filmmuziek (van Paolo Buonvino), beste lied in een film (L'amore trasparente van Ivano Fossati) en beste bijrolspeler (Alessandro Gassman).

## Verhaal
De broers Pietro (Nanni Moretti) en Carlo Paladini (Alessandro Gassman) zijn samen op het strand een balspel aan het doen, wanneer ze gegil horen aan de waterkant. Er blijken twee vrouwen in zee te liggen die dreigen te verdrinken, alleen is de zee zo wild dat niemand durft in te grijpen. Pietro en Carlo aarzelen niettemin niet, springen in zee en brengen beide vrouwen veilig naar de kant. Direct daarop verdringen de mensen zich om de vrouwen heen om te kijken hoe het met ze gaat. Pietro en met name Carlo lopen verbijsterd weg zonder dat een van hen een woord van dank of waardering hoort.
Na het strandbezoek komen de broers met de auto aan bij het huis van Pietro, die zijn dochter Claudia (Blu Di Martino) hoort roepen in de tuin. Haar moeder en Pietro's echtgenote Lara (Ester Cavallari) blijkt daar te zijn ingestort en ter plekke overleden.
Pietro is een succesvolle zakenman, maar wanneer hij Claudia de volgende morgen naar school brengt, besluit hij daar te blijven en niet naar zijn werk te gaan. Vanaf dat moment heeft hij alleen nog telefonisch contact met zijn collega's, bij wie een grootscheepse fusie op handen is, die Pietro nu totaal niets kan schelen. Hij brengt zijn tijd dag in dag uit alleen nog maar door met het naar school brengen van Claudia, op een bankje voor de school wachten tot ze weer vrij is en vervolgens Claudia weer mee naar huis nemen. Zijn collega's zoeken hem daar weliswaar een voor een op en Pietro staat ze vriendelijk te woord, maar weigert pertinent om zich druk te maken over bedrijfspolitiek.
De mensen die in het park waar het bankje staat hun dagelijkse routines uitvoeren, raken zo langzaam gewend aan de daar elke dag zittende, vriendelijke Pietro en hij aan hen, ook al wisselen ze zelden tot nooit een woord. Het wordt zodoende een gewoonte elke dag de mooie Jolanda (Kasia Smutniak) te groeten wanneer ze haar hond Nebbia uitlaat, het deuntje van zijn autoslot te laten klinken als het daarnaar zwaaiende geestelijk gehandicapte jongetje langsloopt en te gaan eten bij het eettentje aan de rand van het parkje. Wanneer Pietro een keer uitgenodigd wordt om te komen eten bij een van de buurtbewoners, ziet hij uit het raam dat de mensen hem missen wanneer hij niet op zijn vaste tijd op een van zijn vaste plekjes zit. Door al deze kleine dingetjes gaat hij steeds meer beseffen wat andere mensen voor hem betekenen en hij voor hen.

## Rolverdeling
- Nanni Moretti - Pietro Paladini
- Blu Di Martino - Claudia Paladini
- Alessandro Gassman - Carlo Paladini, Pietro's broer
- Valeria Golino - Marta, Pietro's schoonzuster
- Hippolyte Girardot - Jean-Claude, Pietro's collega
- Sara D'Amico - Francesca, Jean Claudes vrouw
- Isabella Ferrari - Eleonora Simoncini
- Roman Polański - Steiner
- Ester Cavallari - Lara Paladini
- Kasia Smutniak - Jolanda
- Silvio Orlando - Samuele
- Roberto Nobile - Taramanni
- Alba Rohrwacher - Annalisa
- Manuela Morabito - Maria Grazia
- Valentina Carnelutti - Amica di Maria Grazia
- Beatrice Bruschi - Benedetta
- Babak Karimi - Mario
- Denis Podalydès - Thierry
- Charles Berling - Boesson
- Antonella Attili - Gloria